# Electronic Securities Information System
Das Electronic Securities Information System (ESIS; arabisch نظام معلومات الأوراق المالية الإلكترونية, DMG Niẓām Maʿlūmāt al-Aurāq al-Māliyya al-Iliktrūniyya) war die Wertpapierbörse Saudi-Arabiens, bis es 2001 durch Tadawul ersetzt wurde. ESIS wurde 1990 eingeführt und von der Saudi Central Bank (SAMA) verwaltet.

## Geschichte
Das ESIS gilt als das zweitgrößte Ereignis in der Geschichte des Wertpapierhandels im Königreich Saudi-Arabien nach der Entscheidung zur Regulierung des Handels auf dem Markt im Jahr 1984 und trug damals den Namen (Electronic System for Stock Information).
Die Implementierung des automatisierten saudischen Aktieninformationssystems (ESIS) begann schrittweise in der zweiten Hälfte des Jahres 1990. Eine seiner wichtigsten Auswirkungen auf den Markt bestand darin, dass es die Marktsegmentierung abschaffte und die Ausführung von Händleraufträgen nach klaren und fairen Regeln ermöglichte. Es lieferte auch genaue Informationen über die vorherrschenden Angebote und Nachfragen und die Preise vorheriger Geschäfte, was zur Verbesserung des Mechanismus zur Geschäftsabwicklung beitrug. Das System wurde in regelmäßigen Abständen aktualisiert, die letzte davon war Version Nr. (9), die 1999 in Kraft trat. Danach wurde dieses System durch das aktuelle Tadawul-System ersetzt.